# Antônio Pereira Barreto Pedroso
Antônio Pereira Barreto Pedroso (Pouso Alto, 18 de janeiro de 1800 — Vassouras, 5 de agosto de 1883) foi um político brasileiro.
Foi deputado na Assembléia Geral pela província do Rio de Janeiro nas 3ª, 4ª, 5ª, 8ª e 9ª legislaturas.
Foi presidente da província da Bahia, nomeado por carta imperial de 7 de outubro de 1837 pelo Regente Interino do Império Pedro de Araújo Lima, de 19 de novembro de 1837 a 10 de abril de 1838.
Foi agraciado por D. Pedro II com o grau de oficial da Ordem do Cruzeiro, por carta imperial de 18 de junho de 1841. Recebeu o título do Conselho, por carta imperial de 21 de julho de 1843 e a comenda da Ordem de Cristo, por carta imperial de 14 de março de 1855. Foi Fidalgo Cavaleiro da Casa Imperial, por carta imperial de 11 de abril de 1857.